# Jenna Coleman
Jenna-Louise Coleman, nota come Jenna Coleman (Blackpool, 27 aprile 1986), è un'attrice britannica, nota soprattutto per il ruolo di Clara Oswald, compagna del Dottore nella serie televisiva fantascientifica Doctor Who, e della regina Vittoria nella serie televisiva Victoria.

## Biografia

### Carriera
Coleman ha debuttato come attrice nel 2005, interpretando il ruolo di Jasmine Thomas nella soap opera inglese Valle di luna. In seguito ha interpretato altri ruoli. Inoltre, nel 2011, ottiene una piccola parte nel film Captain America - Il primo Vendicatore. Entra poi nel cast della miniserie Titanic ricoprendo il ruolo di Annie Desmond. Nel 2013 interpreta il ruolo di Lydia Wickham nella miniserie I misteri di Pemberley.
Il 21 marzo 2012, il produttore di Doctor Who Steven Moffat ha reso noto che Coleman avrebbe sostituito Karen Gillan e Arthur Darvill come compagna del Dottore nella serie recitando la parte di Clara Oswald ricoprendo la parte dal 2012 al 2015 al termine della nona stagione. Nel 2016 ottiene il suo primo ruolo cinematografico di rilievo prendendo parte al film Io prima di te recitando al fianco di Emilia Clarke. Dal 2016 è protagonista della serie TV Victoria, interpretando il ruolo della Regina Vittoria.

### Vita privata
Dal 2011 al 2015 ha avuto una relazione con l'attore Richard Madden. Dal 2016 al 2021 ha frequentato l'attore Tom Hughes, conosciuto sul set della serie TV Victoria. 
Nel giugno del 2024 ha annunciato di essere incinta del suo primo figlio con Jamie Childs, con cui ha una relazione dal 2020.

## Filmografia

### Attrice

#### Cinema
- Captain America - Il primo Vendicatore (Captain America: The First Avenger), regia di Joe Johnston (2011)
- Imaginary Forces, regia di Joe Johnston – cortometraggio (2013)
- Io prima di te (Me Before You), regia di Thea Sharrock (2016)

#### Televisione
- Valle di luna (Emmerdale) – serial TV, 179 puntate (2005-2009)
- Waterloo Road – serie TV, 9 episodi (2009)
- Titanic – miniserie TV, 4 puntate (2012)
- Room at the Top – miniserie TV, 2 puntate (2012)
- Doctor Who – serie TV, 40 episodi (2012-2017)
- Dancing on the Edge – miniserie TV, 5 puntate (2013)
- I misteri di Pemberley (Death Comes to Pemberley) – miniserie TV, 3 puntate (2013)
- Mystery! – serie TV, episodio 44x44 (2014)
- Victoria – serie TV, 25 episodi (2016-2019)
- The Cry – miniserie TV, 4 episodi (2018)
- The Serpent – miniserie TV, 8 puntate (2021)
- The War Rooms - serie TV (2022)
- The Sandman - serie TV, 8 episodi (2022)
- Wilderness - Fuori controllo (Wilderness), regia di So Yong Kim – miniserie TV (2023)

### Doppiatrice
- Xenoblade Chronicles – videogioco (2010)
- LEGO Dimensions – videogioco (2015)
- Thunderbirds Are Go – serie animata, episodio 2x01 (2016)
- Xenoblade Chronicles: Definitive Edition – videogioco (2020)
- Xenoblade Chronicles 3 – videogioco (2022)

## Teatro
- All my Sons di Arthur Miller (2019)

## Doppiatrici italiane
Nelle versioni in italiano delle opere in cui ha recitato, Jenna Coleman è stata doppiata da:
- Gaia Bolognesi in Io prima di te, The Sandman, Wilderness - Fuori controllo
- Myriam Catania in Victoria, I misteri di Pemberley, The Cry
- Domitilla D'Amico in Doctor Who, The Serpent
- Benedetta Ponticelli in Titanic

Da doppiatrice è sostituita da:
- Angela Ricciardi in LEGO Dimensions